# Patrick Bernasconi
Pour les articles homonymes, voir Bernasconi (homonymie).
Patrick Bernasconi, né le 16 juillet 1955 à Domjean (Manche), est un chef d'entreprise français. Il est responsable de quatre sociétés de travaux publics. Il est élu président du Conseil économique, social et environnemental le 1er décembre 2015, jusqu'au 18 mai 2021
.
Diplômé de l’École spéciale des travaux publics, il a été le président de la Fédération nationale des travaux publics (FNTP) de 2005 à 2013 et membre du bureau exécutif du MEDEF.
Originaire du Cotentin, ce chef d’entreprise normand a longtemps œuvré en faveur du développement économique de sa région.

## Biographie
Il est issu d'une famille de constructeurs : son grand-père paternel est un Italien du Trentin immigré en Normandie en 1920 et son grand-père maternel, Auguste Voisin crée en 1933 une entreprise de construction de pavillons à Domjean, dans la Manche. Son père, Luigi Bernasconi, reprend l'affaire du petit entrepreneur manchois et l'oriente vers les travaux publics, les réseaux, la voirie, les terrassements et les canalisations.
Patrick Bernasconi est d'abord scolarisé auprès de l'Institut Saint-Lô à Agneaux, dans la Manche, puis à l'Institution Sainte-Marie à Caen, dans le Calvados. Il décroche en 1979 son BTS de Conducteur de Travaux auprès de l'École spéciale des travaux publics à Paris (ESTP).

## Parcours professionnel
En 1980, après avoir obtenu un BTS, Patrick Bernasconi rejoint l’entreprise familiale « Bernasconi » ayant son siège à Domjean, dans la Manche. En 1985, il en reprend la direction et la transforme en « SARL Bernasconi TP ». Patrick Bernasconi se spécialise avec succès dans l'aménagement de canalisations. Il devient un leader apprécié dans les syndicats professionnels de son secteur. L'entreprise grandit et des filiales sont créées, dont 2 en Guadeloupe. Au début du XXIe siècle, l'entreprise emploie près de 150 salariés.

## Parcours syndical

### À la FNTP
Militant de l’organisation professionnelle des Travaux Publics depuis de longues années, il devient successivement, délégué régional en Normandie (1993-1996), puis administrateur et président du Syndicat des canalisateurs de France (1996-2004). Il prend ensuite des responsabilités au sein de la Fédération nationale des travaux publics (FNTP), du Syndicat de France (Vice-président et trésorier) et au conseil d’administration de la SMABTP et SMAVIE du Groupe SMA.
Président de la Commission environnement et patrimoine de la FNTP, il pilote notamment la démarche engagée en 2002 qui conduit à l’adoption en 2004 d’un programme d’action : « Manifeste des Travaux Publics ».
En 2005, il est élu président de la Fédération pour la première fois.
En 2006, il lance un plan d’actions appelé « Ambitions Travaux Publics » pour recruter, qualifier et fidéliser 10 000 jeunes par an pendant dix ans pour travailler dans le secteur des travaux publics. Parallèlement au plan de relance lancé par le gouvernement, il initie en mars 2009 l’opération « 10 000 projets » visant à recenser les projets d’infrastructures des collectivités locales prêts à démarrer.
Entre 2010 et 2012, il réalise un tour de France des régions à l’occasion des États Généraux des Travaux Publics, au cours desquels il débat avec plus de 500 entrepreneurs.
Au cours de l’assemblée générale annuelle du 29 mars 2011, le conseil d'administration de la FNTP réélit Patrick Bernasconi pour un troisième et dernier mandat de trois ans à la présidence.

### Au MEDEF
Patrick Bernasconi est membre du bureau exécutif du MEDEF depuis 2005.
Au nom de l’organisation patronale, il occupe notamment la fonction de négociateur. En 2008, il conduit l’accord sur la représentativité des organisations syndicales. En 2008 puis en 2011, il négocie les accords sur la convention d’assurance chômage obtenant une baisse des charges pour les entreprises. Il mène également la délibération sociale sur la réforme des institutions représentatives du personnel (IRP).
Début 2013, Patrick Bernasconi conclut l’accord sur la sécurisation de l’emploi offrant notamment plus de souplesse pour les entrepreneurs face à la crise.
Le 3 avril 2013, il annonce sa candidature à la présidence du MEDEF.

### Président du Conseil économique, social et environnemental (CESE)
Patrick Bernasconi, devient en 2010, membre du Groupe des entreprises et de la section Aménagement durable du territoire du Conseil économique, social et environnemental (CESE), puis est nommé en 2014 vice-président de cette assemblée consultative.
Le 1er décembre 2015, il est élu Président de cette troisième assemblée constitutionnelle, après avoir mené une campagne orientée sur la réhabilitation du CESE dans la société française. Son mandat se termine le 18 mai 2021.

## Distinctions
- Officier de la Légion d'honneur le 14 avril 2017 au titre du ministère du travail, de l'emploi, de la formation professionnelle et du dialogue social (chevalier du 25 janvier 2007 au titre du ministère des transports, de l’équipement, du tourisme et de la mer)[8]
- Commandeur de l'ordre national du Mérite (décret du 31 décembre 2020)[9] ;  officier le 14 novembre 2013[10] ; chevalier en 2001.